# درة ماهي العليا (بيش كوه زلاغي)
درة ماهي العلیا (بالفارسية: دره‌ماهی علیا) هي قرية تقع في إيران في قسم بیش کوه زلاغي الریفي. يقدر عدد سكانها بـ 57 نسمة .